# Tumulus de la Motte de Puytaillé
Der Tumulus de la Motte de Puytaillé liegt in Assais-les-Jumeaux im Osten des Département Deux-Sèvres in Frankreich.
Der 1970 als Monument historique eingetragene, undatierte Tumulus hat eine Länge von etwa 140 m und eine breite von 18,0 Metern. Die Höhe variiert zwischen 13 und 18 Metern. Sollte er aus dem Neolithikum stammen, war er das älteste Denkmal im Département Deux-Sèvres. 
Der Legende nach ist unter dem Hügel ein Pferd oder eine Statue aus Gold versteckt, aber niemand hat jemals eines dieser Objekte gefunden. 
Im Département liegen weitere geschützten Tumuli: Nekropole von Bougon, der Tumulus de la Motte des Justices in Thouars der Tumulus von Nouverteils und der Tumulus C von Péré.